# Fort-de-France

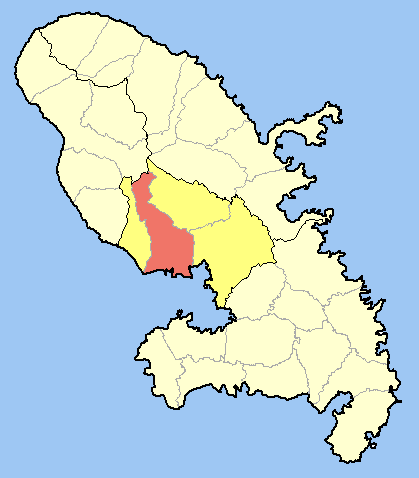
Situació del municipi de Fort de France

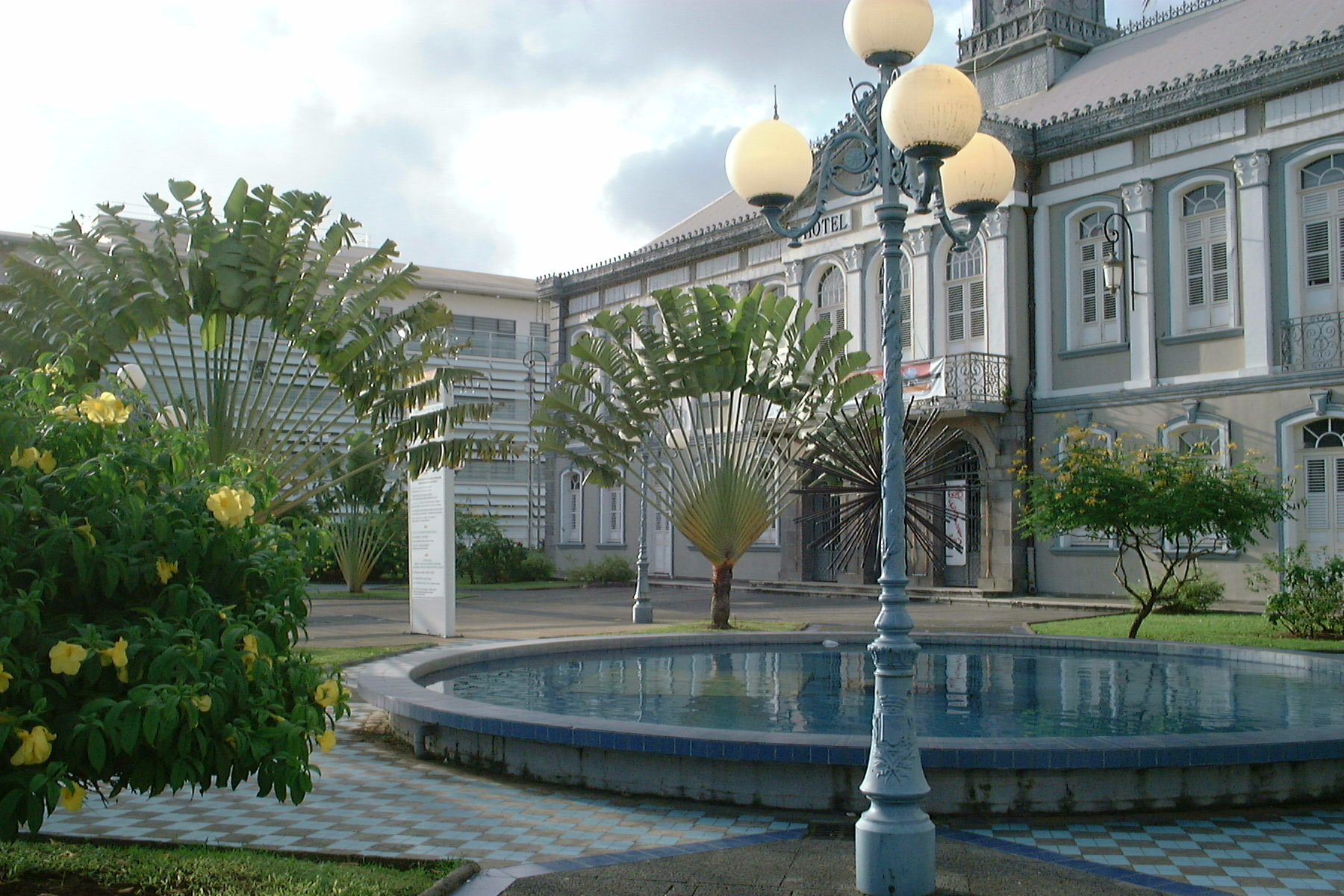
Ajuntament de Fort-de-France

Fort-de-France (en crioll antillà: Fodfwans) és una ciutat francesa situada en el departament d'ultramar de Martinica. Es coneix als seus habitants com Foyaleses.

## Geografia
És un municipi molt extens, ja que alguns dels seus barris (com Balata) es troben molt allunyats del centre de la localitat. La topografia és molt variada, es passa d'una zona plana enfront del mar a una zona molt muntanyosa a l'interior.

## Història

### Elecció del lloc
Mentre els caribes preferien el costat del vent (costa atlàntica), la implantació de colons francesos es desenvolupa des de 1635 en la zona protegida del vent (costa del Carib).
La presència francesa a l'illa s'inicia a Saint Pierre, quan es construeix el fort Saint-Pierre a la desembocadura del riu Roxelane. Però aviat els colons s'interessaran per "l'entrada de la major badia de l'illa", i construeixen un fort amb palissada al que criden Fort-Royal. En un context de conflictes amb els caribes, els holandesos i els anglesos, l'assentament de Fort Saint Louis mostra la seva importància a pesar de l'ambient insalubre de les zones pantanoses properes. Efectivament, la plaça és fàcil de defensar i està a l'abric de les tempestes, el que no succeïx en Saint-Pierre. Es decideix doncs construir una ciutat en Fort Saint Louis, també anomenat Fort-Royal, la pronunciació de la qual criolla donarà nom als seus habitants: foyalesos.

### Desenvolupament de la ciutat i rivalitat amb Saint-Pierre
No obstant això, la decisió d'implantar una ciutat en un emplaçament tan hostil no va ser unànime. La mobilitat del sòl perjudicava la construcció i la proximitat de les zones pantanoses ocasionava forta mortalitat a causa de la malària. A més, diverses catàstrofes naturals o humanes destruïren la ciutat en diverses ocasions: 
- L'11 de gener de 1839, un terratrèmol arrasa la ciutat.
- El 22 de juny de 1890, un gran incendi destruïx les tres quartes parts de la ciutat colonial, la pràctica totalitat de les 1.600 cases de fusta construïdes per a prevenir les conseqüències de futurs sismes, el mercat i la catedral.[1]
- El 18 d'agost de 1891, un cicló tropical s'abat sobre la ciutat i ocasiona més de 400 morts.[2]

Finalment Fort-de-France, ciutat administrativa i militar, sofreix la competència de Saint-Pierre, més poblada i més rica gràcies al comerç. Però també una catàstrofe natural consagrarà Fort-de-France en el seu paper de primera ciutat de l'illa: l'erupció del mont Pelée, que arrasa Saint-Pierre el 8 de maig de 1902.

### Fort-de-France en elseglexx
L'erupció del mont Pelée consagrarà Fort-de-France com a ciutat de l'illa. Se sanejaren i construïren nous barris, proporcionant a la ciutat el seu actual aspecte. En quaranta anys, la població es triplicà, i passa de 16.000 en 1894 a més de 52.000 en 1936, i a 66.000 en 1946 per a arribar als 94.000 en 2003, el que és més del 40% dels habitants de l'illa.

## Personatges il·lustres
- Aimé Césaire: (1913-2008), alcalde de la ciutat entre 1951 i 2001, també un dels millors escriptors antillans i creador del concepte de negritud.
- Patrick Chamoiseau: (1953-), escriptor, Premi Goncourt de l'any 1992.
- Serge Letchimy: Alcalde de la ciutat.
- Frantz Fanon

## Barris
- Dillon
- Sainte-Thérèse
- Morne Pichevin
- Ravine-Bouillé
- Renéville
- Morne Calebasse
- Montgérald
- Volga
- Chateauboeuf
- Morne Morissot
- La Meynard
- Moutte
- Redoute
- Ravine-Vilaine
- Langelier-Bellevue
- Coridon
- Crozanville
- Terres-Sainville
- Trénelle
- Citron
- Ermitage
- Balata
- Tivoli
- La Médaille
- Godissard
- Floréal
- De Briant
- Des Rochers
- Didier
- Clairière
- Cluny
- Sainte-Catherine
- Bellevue
- Texaco
- Pointe des Nègres
- Rive Droite

## Demografia
| 1853                                       | 1867   | 1894   | 1901   | 1936   | 1954   | 1961   | 1967   | 1974   | 1982   | 1990    | 1999   | 2006   |
| ------------------------------------------ | ------ | ------ | ------ | ------ | ------ | ------ | ------ | ------ | ------ | ------- | ------ | ------ |
| 13 130                                     | 16 721 | 17 274 | 24 692 | 52 051 | 60 648 | 85 151 | 96 943 | 98 807 | 99 844 | 100 080 | 94 152 | 90 347 |
| Des de 1967: Població sense dobles comptes |        |        |        |        |        |        |        |        |        |         |        |        |

## Administració
| Període   | Identitat          | Partit          |
| --------- | ------------------ | --------------- |
| 1883-1888 | Jules Fanfan       |                 |
| 1888-1896 | Osman Duquesnay    | Republicà       |
| 1896-1900 | Henri Oudemar      |                 |
| 1900-1907 | Victor Sévère      | radical         |
| 1907-1908 | Antoine SIger      | radical         |
| 1908-1919 | Victor Sévère      | radical         |
| 1919-1924 | Louis Saint-Cyr    |                 |
| 1924-1941 | Victor Sévère      | radical         |
| 1941-1943 | Jean de Laguarigue | França de Vichy |
| 1943      | Étienne Montestruc | França de Vichy |
| 1943-1945 | Victor Sévère      | radical         |
| 1945-2001 | Aimé Césaire       | PPM             |
| 2001-     | Serge Letchimy     | PPM             |

## Agermanaments
- Belém

## Galeria d'imatges

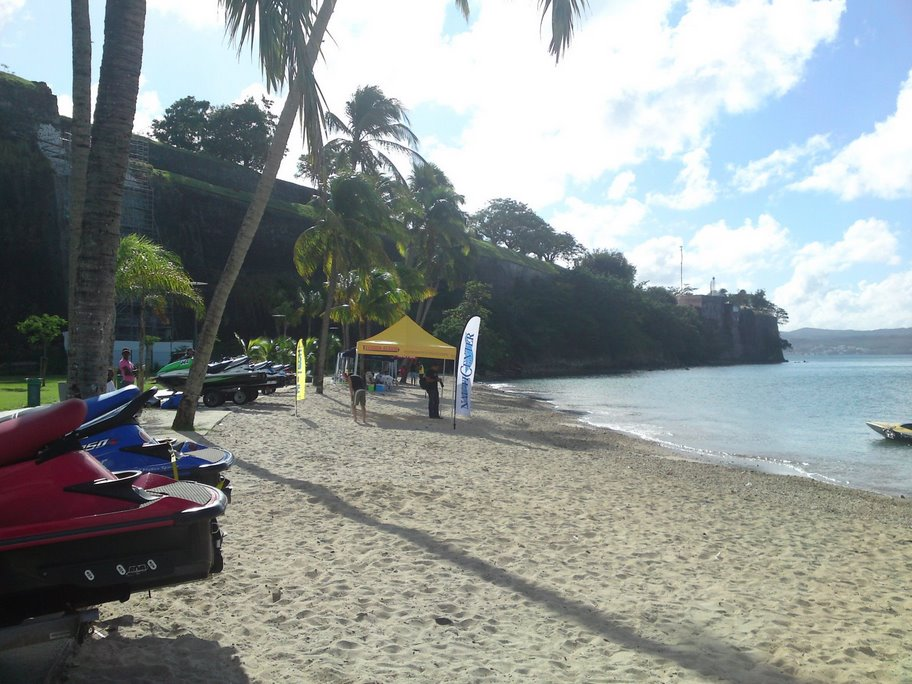
Platja de Fort-de-France
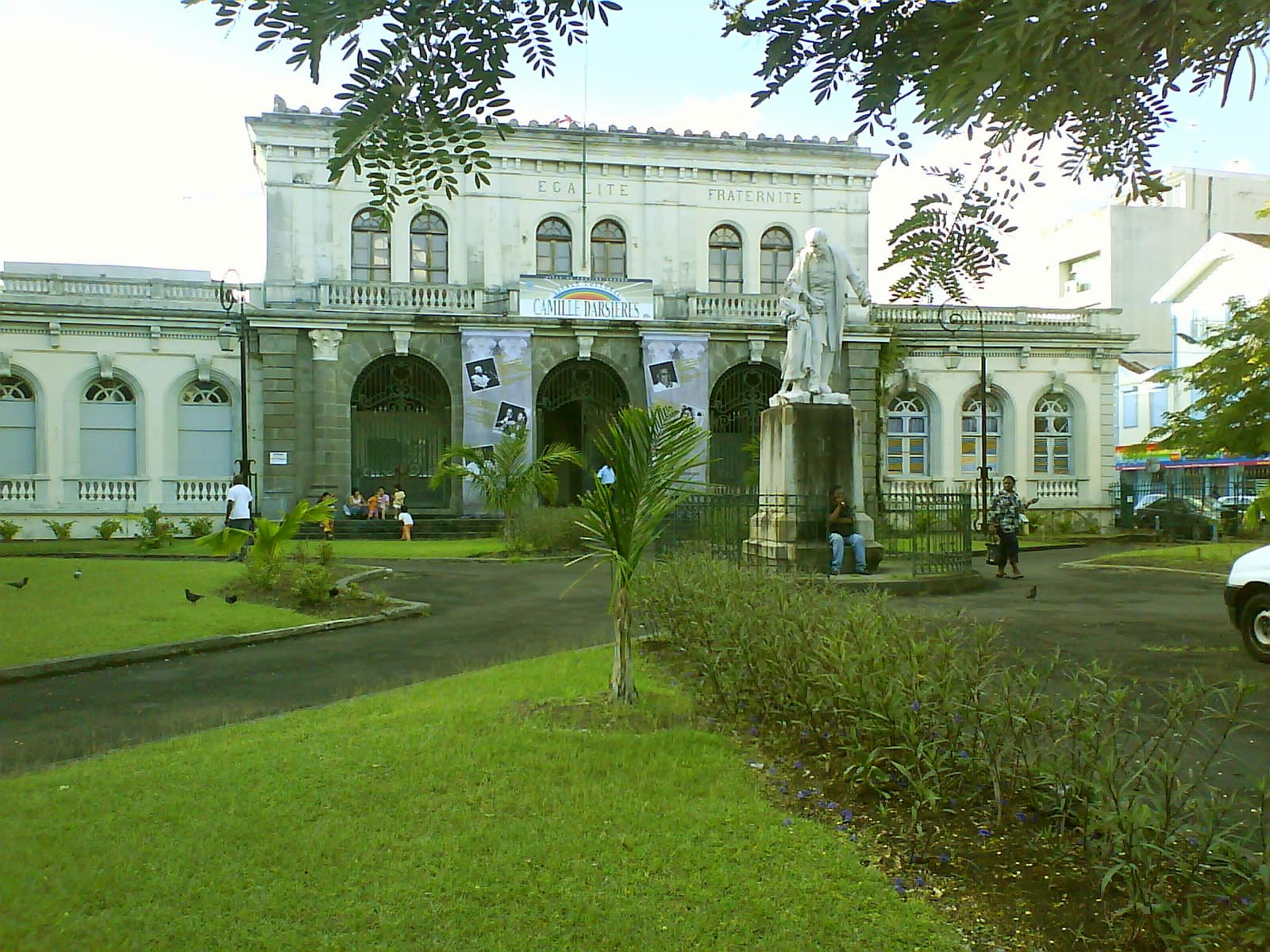
Palau de les arts i les cultures.
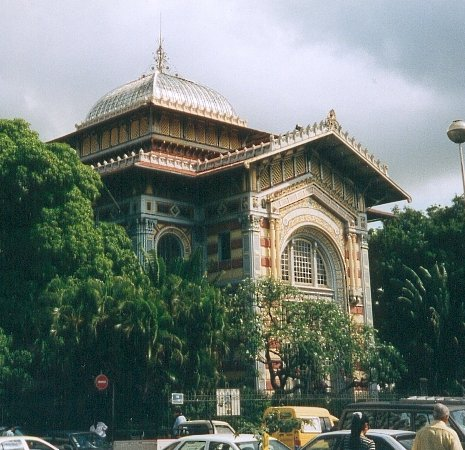
Biblioteca Schoelcher.
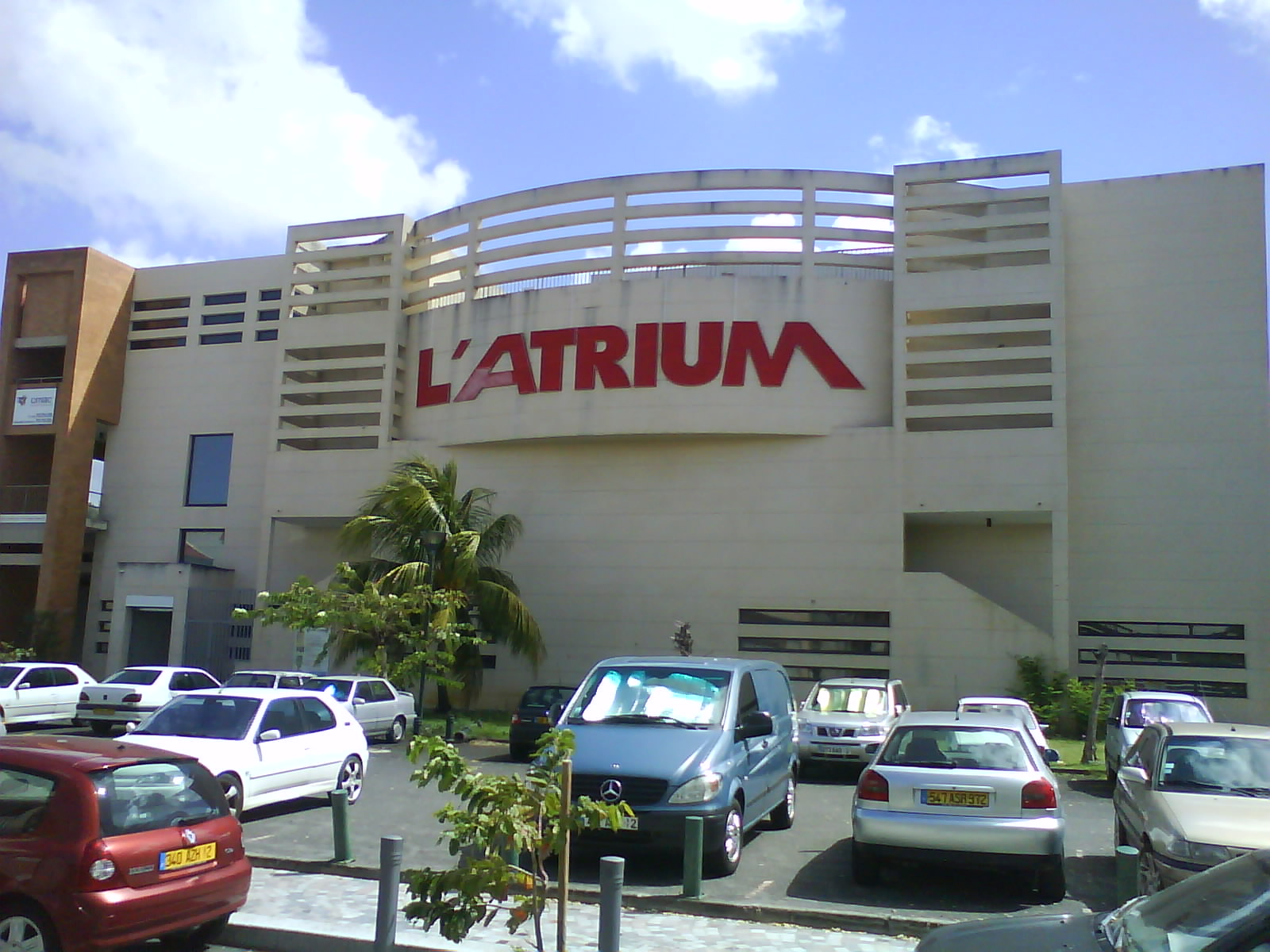
CMAC Atrium, 6 rue Jacques Cazotte, 97200 Fort-de-France.
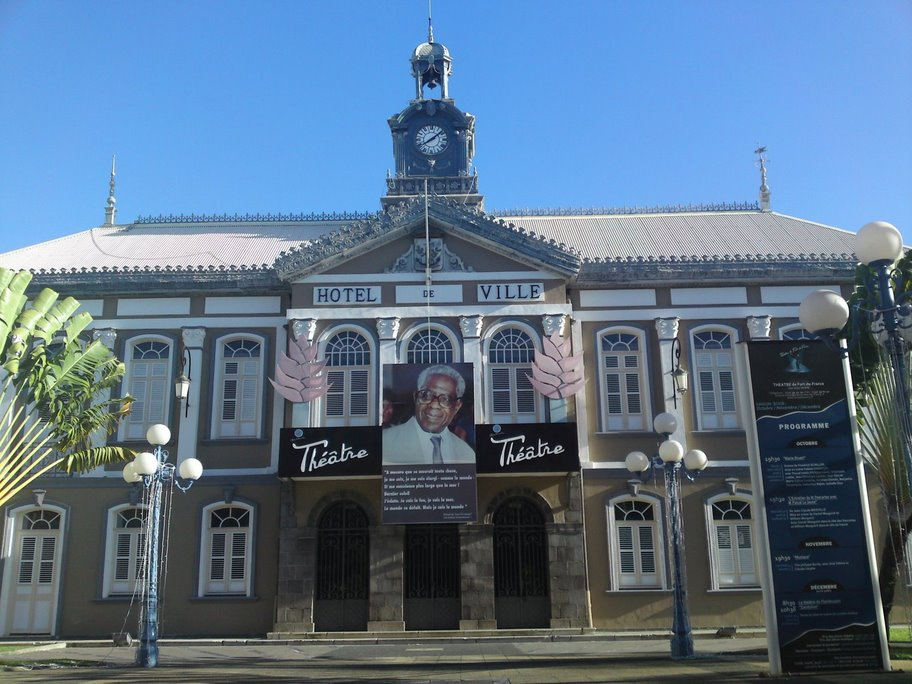
Teatre de Fort-de-France
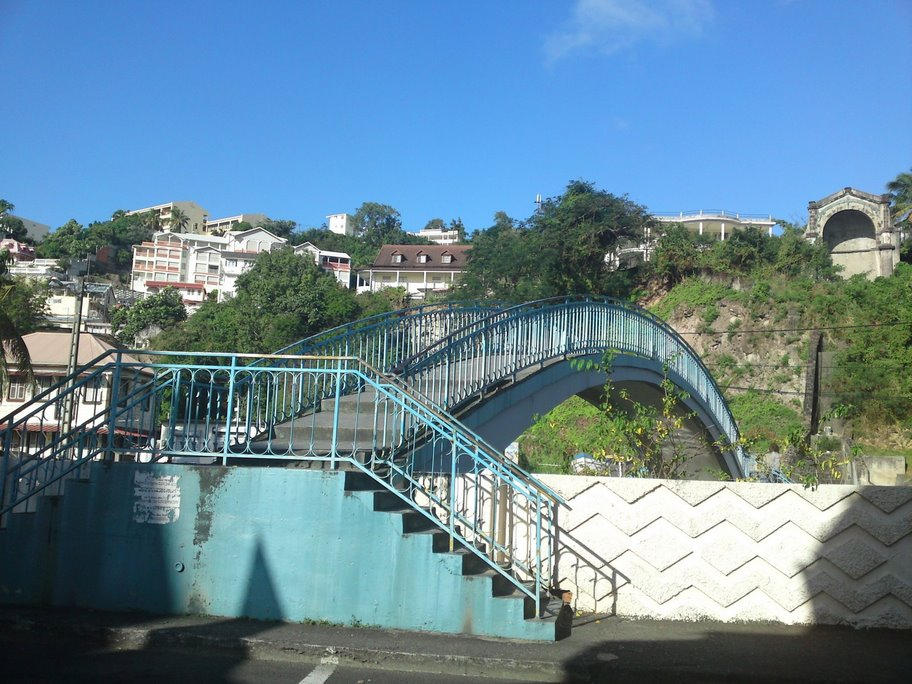
El Pont del Canal Levassor